# Georg Dietrich Otten
Georg Dietrich Otten (* 8. Februar 1806 in Hamburg; † 28. Juli 1890 bei Vevey) war ein deutscher Komponist und Dirigent.

## Leben
Er studierte 1828 bis 1832 bei Friedrich Schneider in Dessau. In Hamburg wirkte er als Musiklehrer, Chorleiter und Kapellmeister. Otten war befreundet mit Johannes Brahms, der zeitweise in Ottens Haus wohnte, und Robert Schumann, mit dem er einen Briefwechsel unterhielt.
Gemeinsam mit Theodor Avé-Lallemant, dem Lübecker Musikdirektor Gottfried Herrmann und dem Musikjournalisten August Gathy war Otten 1839 an der Gründung des Norddeutschen Musikvereines beteiligt.
Ab 1839 veranstaltete und dirigierte er in Hamburg Konzerte, an denen zwischen 120 und 200 Sänger und zwischen 40 und 60 Instrumentalisten mitwirkten, meistens als Benefizveranstaltungen. Dabei wurden viele neuere und zeitgenössische Werke erstmals in der Stadt aufgeführt. In Hamburg gründete er zudem mit jüngeren Sängern eine zweite Singakademie, hielt Vorlesungen zur Tonkunst und erstellte im Auftrag der Kirchenbehörde ein Gutachten zur Kirchenmusik, nachdem die traditionsreiche Stelle eines Hamburger Kirchenmusikdirektors nach dem Tod Christian Friedrich Gottlieb Schwenckes 1822 nicht wieder besetzt worden war. Einen Höhepunkt im Hamburger Musikleben bildete das Musikfest 1841, u. a. mit Auftritten des Pianisten Franz Liszt und einer von Friedrich Schneider dirigierten Aufführung des Oratoriums Messiah in der Sankt-Michaelis-Kirche, für die Otten die Proben leitete. Die vom Musikverein verfolgten Pläne zur Gründung eines Konservatoriums in Hamburg scheiterten allerdings infolge des Hamburger Brandes Anfang Mai 1842.
Im Jahr 1853 kandidierte Otten zum Direktor der Sing-Akademie zu Berlin, gemeinsam mit dem Bautzener Musikdirektor Carl Eduard Hering und dem schließlich gewählten bisherigen Vizedirektor Eduard Grell. 1856 gründete Otten den Hamburger Musikverein, dessen Vorsitzender er bis 1863 blieb.

## Familie
Georg Dietrich Otten war seit 1835 verheiratet mit Octavia Maria Schroeder, Schwester des Hamburger Senators Octavio Hermann Schroeder. Aus der Ehe gingen drei Söhne (Hans Georg Max, Wolfgang Alwin und Franz Raimund) sowie zwei Töchter (Octavia Margarethe Constanze und Maria Elisabeth) hervor. Er war der Schwiegervater des Juristen Rudolf Schlesinger und Großvater des Magdeburger Mediziners Max Otten.